# 동북부 지방 (베트남)

동북부 지방의 위치

동북부 지방(東北部, 베트남어: Đông Bắc Bộ 동박부[*])은 베트남의 지방 하위 분류로 베트남 최상단 북동쪽 지방을 뜻한다. 이 북동부 지방은 하노이 북쪽에 위치해 있으며, 중국과 국경을 접한다.
서북부 지방과 구별하기 위해 북동부 지방이라고 부르기는 하지만, 실제로는 하노이의 북쪽과 북동쪽에 있으며, 비엣박보다 넓다. 동북부는 베트남 북부의 3개 하위 지역 중 하나이다. (다른 2개 하위 지역은 북서부와 홍강 삼각주) 때때로 북동부에는 홍강 삼각주가 포함된다.

## 지리
동북부 지방은 중국과의 국경 부근인 하노이 동북부 지방을 아우른다. 인구는 약 천만 명이다.
동북부 서쪽의 지리적 경계는 명확하지 않다. 주로 홍강 삼각주에서 북서부와 북동부 경계에 대한 지리적 공감대가 부족하기 때문이거나, 아니면 호앙리엔선이 있어야 한다. 동북부는 베트남-중국 국경으로 남북으로 제한되어 있다. 남동쪽으로는 통킹만이 내려다보이고, 땀다오 산맥과 홍강 삼각주에 의해 남쪽의 경계가 확정된다.
이곳은 대산괴, 석회암산, 또는 산맥을 가지고 있는 산악지대이자 내륙부이다.

## 동북부 지방
| 성단위 구분  | 베트남어    | 성도         | 인구 (2019) | 면적 (km2)  |
| 박장성       | Bắc Giang   | 박장시       | 1,715,000   | 3,827.4 km2 |
| 박깐성       | Bắc Kạn     | 박깐시       | 319,000     | 4,868.4 km2 |
| 까오방성     | Cao Bằng    | 까오방시     | 529,800     | 6,724.6 km2 |
| 하장성       | Hà Giang    | 하장시       | 891,077     | 7,945.8 km2 |
| 랑선성       | Lạng Sơn    | 랑선시       | 759,000     | 8,331.2 km2 |
| 푸토성       | Phú Thọ     | 비엣찌       | 1,620,264   | 3,528.4 km2 |
| 꽝닌성       | Quảng Ninh  | 할롱시       | 1,414,633   | 6,099.0 km2 |
| 타이응우옌성 | Thái Nguyên | 타이응우옌시 | 1,363,767   | 3.546.6 km2 |
| 뚜옌꽝성     | Tuyên Quang | 뚜옌꽝시     | 813,200     | 5,870.4 km2 |

- 라오까이성과 옌바이성도 보통 동북 지방의 일부로 간주하기도 한다.

## 같이 보기
- 베트남의 행정 구역